# Ага-Хангіл
Ага́-Хангі́л (рос. Ага-Хангил) — село у складі Могойтуйського району Забайкальського краю, Росія. Адміністративний центр Ага-Хангільського сільського поселення.

## Географія
Ага-Хангіл розташоване на річці Хулінда (притоці Аги), на відстані близько 20 км на північний захід від адміністративного центру району — селища міського типу Могойтуй.

## Історія
Село утворене в 1930 році.

## Населення
Населення — 1330 осіб (2010; 1347 у 2002).
Національний склад (станом на 2002 рік):
- буряти — 97 %

## Господарство
В селі знаходиться центральна садиба колгоспу «Перемога», існуючого тут з 1950 року.

### Соціальна сфера
- школа, дитячий садок, Будинок культури, культурно-спортивний комплекс, фельдшерсько-акушерський пункт[2].

### Пам'ятки
Краєзнавчий музей села Ага-Хангіл, неподалік від села — археологічний пам'ятник культури плиткових могил.

## Відомі люди
У селі народився Лінховоін Лхасаран Лодонович (1924-1980) — оперний співак, народний артист СРСР (1959).